# Parc floral
 (septembre 2017).
Un parc floral est jardin paysager exposant des fleurs.

## Au Canada
- Les Butchart Gardens.

## En France
- le parc floral de Paris ;
- le parc floral d'Apremont-sur-Allier ;
- le parc floral du Lac à Bordeaux ;
- le parc floral de la Beaujoire à Nantes;
- le parc floral William Farcy à Offranville.

Bien que ces parcs mettent en avant les plantes vertes et non les fleurs, ils ont tout de même la dénomination « parc floral » :
- le parc floral de La Source à Orléans ;
- le parc floral de Haute-Bretagne à Le Châtellier ;
- le parc floral des Thermes à Aix-les-Bains.

## Aux Pays-Bas
- Keukenhof aux Pays-Bas.